# Südoststeiermark (distrito)
| Distrito de Südoststeiermark                                     |                                          |
| Estado                                                           | Estíria                                  |
| Capital                                                          | Feldbach                                 |
| Área                                                             | 983 km²                                  |
| População                                                        | 83.841 habitantes (1 de janeiro de 2021) |
| Densidade                                                        | 85 hab./km²                              |
| Website                                                          | Site oficial                             |
| Localização de Distrito de Südoststeiermark no estado de Estíria |                                          |
|                                                                  |                                          |

Südoststeiermark (em alemão: Bezirk Südoststeiermark) é um distrito da Áustria, localizado no estado da Estíria.

## Cidades e municípios
Südoststeiermark possui 25 municípios, sendo 4 com estatuto de cidade e 13 com direito de mercado (Marktgemeinde) e o restante municípios comuns (2020).

### Cidades
- Bad Radkersburg
- Fehring
- Feldbach
- Mureck

### Mercados (Marktgemeinden)
- Gnas
- Halbenrain
- Jagerberg
- Kirchbach-Zerlach
- Klöch
- Mettersdorf am Saßbach
- Paldau
- Riegersburg
- Sankt Anna am Aigen
- Sankt Peter am Ottersbach
- Sankt Stefan im Rosental
- Straden
- Tieschen

### Municípios
- Bad Gleichenberg
- Deutsch Goritz
- Edelsbach bei Feldbach
- Eichkögl
- Kapfenstein
- Kirchberg an der Raab
- Pirching am Traubenberg
- Unterlamm